# 久长街道
久长街道，原为久长镇，是中华人民共和国贵州省貴陽市修文县下辖的一个乡镇级行政单位。2020年5月14日，撤消久长镇，以原久长镇长久居委会、青龙居委会、沙雁村、东屏村、孟冲村、驴坊村、永杨村、兴隆村、金桥村、茶山村、双堡村、清水村、石安新村、清江村设立久长街道。

## 行政区划
久长街道下辖以下地区：
长久社区、久长村、兴隆村、上寨村、沙雁村、新民村、芦山村、永兴村、杨柳村、清水村、白窑村、清江村、金桥村、驴坊村、石榴村、中心村、栋青村、石安村、兴田村、茶山村、下堡村、山岔村和上堡村。

## 交通
川黔铁路、210国道和G75兰海高速公路